# Lev Polugaevsky
Lev Abramovich Polugaevsky (em russo: Лев Абрамович Полугаевский, 20 de novembro de 1934 — 30 de agosto de 1995) foi um Grande Mestre de xadrez, tendo participado várias vezes do Campeonato Mundial de Xadrez, embora nunca tenha sido campeão mundial. Foi um dos jogadores mais fortes do mundo desde o final da década de 1960 até o início da década de 1980, bem como um escritor e teorista da abertura de xadrez, cujas contribuições neste campo permanecem importantes até os dias atuais. Seu maior rating foi de 2 640.

## Carreira
Lev Polugaevsky nasceu em Mogilev, na União Soviética (hoje Mahilyow, Bielo-Rússia) e, após ser evacuado durante a Segunda Guerra Mundial, cresceu em Kuybyshev (atual Samara). Começou a jogar xadrez por volta dos 10 anos. Em 1948, atraiu a atenção do candidato a mestre Alexy Ivashin, que se tornou seu primeiro professor. O Mestre Internacional Lev Aronin, que morava em Moscou, mas tinha família em Kuybyshev, acabou se tornando o professor a quem Polugaevsky mais creditou por seu desenvolvimento. Além disso, entre 1950 e 1953, ele treinou com Rashid Nezhmetdinov. Ao contrário de muitos de seus colegas grandes mestres, seu desenvolvimento no xadrez ocorreu lentamente e ele não recebeu o título de mestre soviético até se tornar adulto. Seu progresso então acelerou rapidamente, no entanto, e no final dos anos 1960 ele era um dos jogadores mais fortes do mundo, como foi reconhecido por sua participação na famosa partida "URSS vs. Resto do Mundo" de 1970. Nesta partida ele ocupou o quarto lugar tabuleiro, perdendo um jogo para Vlastimil Hort e empatando seus outros três. Até 1973, Polugaevsky não seguiu carreira no xadrez, trabalhando como engenheiro e tirando férias para torneios.
Polugaevsky venceu em Mar del Plata em 1962 e 1971. Ele venceu ou empatou no campeonato de xadrez da URSS três vezes. Ele jogou regularmente em eventos de qualificação para selecionar um desafiante para o campeonato mundial, qualificando-se para o Torneio de Candidatos em quatro ocasiões. Seu maior avanço rumo ao título veio nos ciclos de 1977 e 1980, quando derrotou Henrique Mecking e o ex-campeão mundial Mikhail Tal, respectivamente, nas quartas de final do Candidato, antes de sucumbir nas duas vezes nas semifinais ao eventual desafiante, Viktor Korchnoi.
Polugaevsky jogou pela seleção soviética em sete Olimpíadas de Xadrez, em 1966, 1968, 1970, 1978, 1980, 1982 e 1984. Sua equipe conquistou a medalha de ouro em todas as ocasiões, exceto em 1978, quando a URSS terminou em segundo lugar, atrás da Hungria.

## Autor
Além de seus sucessos teóricos e over-the-board, Polugaevsky foi um autor de xadrez altamente respeitado. Seu livro Grandmaster Preparation de 1977 (agora esgotado) é um clássico que contém percepções notáveis sobre seu próprio pensamento enquanto criava a variação epônima ultra-nítida na linha principal (6. Bg5 e6 7. f4 b5) Najdorf Sicilian Defense. Ele escrevia com o mesmo cuidado meticuloso com que caracterizou suas análises e desprezava os muitos autores menos meticulosos que buscavam lucrar com o boom do xadrez pós-Fischer com trabalho de má qualidade, comentando de forma memorável que "Noventa por cento de todos os livros de xadrez você pode abrir na página um e imediatamente fechar novamente para sempre. Às vezes, você vê livros que foram escritos em um mês. Não gosto disso. Você deve levar pelo menos dois anos para um livro, ou não fazê-lo [de jeito nenhum]".

## Livros de Polugaevsky
- Queen's Gambit: Orthodox Defence
- Grandmaster Preparation, ISBN 0-08-024098-4
- Grandmaster Performance, ISBN 0-08-029749-8
- Grandmaster Achievement
- Art of Defence in Chess
- The Sicilian Labyrinth
- Sicilian Love – Lev Polugaevsky Chess Tournament 1994 (Buenos Aires), with Jeroen Piket, the New in Chess Editorial team, 1995, 240 p., ISBN 90-71689-99-9

## Morte
Para comemorar o 60º aniversário de Polugaevsky, um torneio com o tema Defesa da Sicília foi realizado em reconhecimento às suas contribuições para a abertura. O evento foi financiado por Luis Rentero e aconteceu em Buenos Aires, Argentina, em outubro de 1994. Polugaevsky estava doente demais para participar. Ele morreu de um tumor cerebral em 30 de agosto de 1995.

## Jogos ilustrativos
Este jogo do campeonato soviético de 1969 contra Tal pareceria à primeira vista ser um exemplo de Polugaevsky derrotando "The Magician from Riga" em seu próprio jogo de sacrifício. Mais sutilmente, porém, também revela a profundidade de seu conhecimento inicial e preparação. Polugaevsky havia trabalhado com Boris Spassky enquanto este se preparava para sua bem-sucedida partida pelo campeonato mundial de 1969 contra Tigran Petrosian, e os dois fizeram uma análise minuciosa da abertura usada neste jogo. Polugaevsky comentou mais tarde que a posição no lance 25 havia aparecido no tabuleiro durante sua análise na manhã do jogo.
Polugaevsky – Tal, Queen's Gambit Declined
1.c4 Nf6 2.Nc3 e6 3.Nf3 d5 4.d4 c5 5.cxd5 Nxd5 6.e4 Nxc3 7.bxc3 cxd4 8.cxd4 Bb4+ 9.Bd2 Bxd2+ 10.Qxd2 0-0 11.Bc4 Nc6 12.0-0 b6 13.Rad1 Bb7 14.Rfe1 Na5 15.Bd3 Rc8 16.d5 exd5 17.e5 Nc4 18.Qf4 Nb2 19.Bxh7+ Kxh7 20.Ng5+ Kg6 21.h4 Rc4 22.h5+ Kh6 23.Nxf7+ Kh7 24.Qf5+ Kg8 25.e6 Qf6 26.Qxf6 gxf6 27.Rd2 Rc6 28.Rxb2 Re8 29.Nh6+ Kh7 30.Nf5 Rexe6 31.Rxe6 Rxe6 32.Rc2 Rc6 33.Re2 Bc8 34.Re7+ Kh8 35.Nh4 f5 36.Ng6+ Kg8 37.Rxa7 1–0